# Auvignon
Auvignon – rzeka we Francji, przepływająca przez tereny departamentów Gers oraz Lot i Garonna, o długości 55,7 km. Stanowi lewy dopływ rzeki Garonny.